# ريتشارد بر
ريتشارد بر (بالإنجليزية: Richard Barr)‏ (و. 1917 – 1989 م) هو مخرج مسرحي أمريكي، ولد في واشنطن العاصمة، توفي في نيويورك، عن عمر يناهز 72 عاماً.

## التعليم
تعلم في جامعة برنستون.

## روابط خارجية
- ريتشارد بر على موقع قاعدة بيانات برودواي على الإنترنت (الإنجليزية)
- ريتشارد بر على موقع قاعدة بيانات برودواي على الإنترنت (الإنجليزية)